# Class Act
Class Act (br: As Mil Vidas de Bernard Tapie) é uma minissérie dramática francesa, que estreou na Netflix em 13 de setembro de 2023, após ser apresentada na Canneseries em abril de 2023.
A série ganhou o Prêmio BAFTA de Melhor Programa Internacional em 2024.

## Enredo
Na década de 1960, Bernard Tapie iniciou sua trajetória nos negócios. Este homem ambicioso desenvolveu inúmeros projetos e empreendimentos, envolvendo-se no setor de varejo, assim como no esporte e na política. Apesar de ter alcançado diversos sucessos, também enfrentou sérios fracassos.

## Elenco
- Laurent Lafitte como Bernard Tapie
- Joséphine Japy como Dominique Tapie, née Mialet-Damianos
- Patrick d'Assumçao como Jean-Baptiste Tapie
- Antoine Reinartz como Fabien Bogaert
- Catherine Chevallier como Raymonde Tapie
- Camille Chamoux como Nicole Le Carré
- Hakim Jemili como Farid Bentarek
- Grégoire Oestermann como Charles Coupant
- Philippe Uchan como Jean-Pierre Bernès
- Sébastien Chassagne como Julien
- Ophélia Kolb como Michèle Tapie
- Samuel Labarthe como François Mitterrand
- Anne Benoît como Sandrine Leduc
- Fabrice Luchini como Marcel Loiseau
- Pascal Elso como Robert Vigouroux
- Nicolas Vaude como Coutanceau